# Cotkytle
Cotkytle (deutsch Zottkittl, Zotküttl auch Zackiecel) ist eine Gemeinde in Tschechien. Sie liegt 14 km nordöstlich der Stadt Lanškroun im Okres Ústí nad Orlicí auf der historischen Grenze zwischen Böhmen und Mähren.

## Geschichte

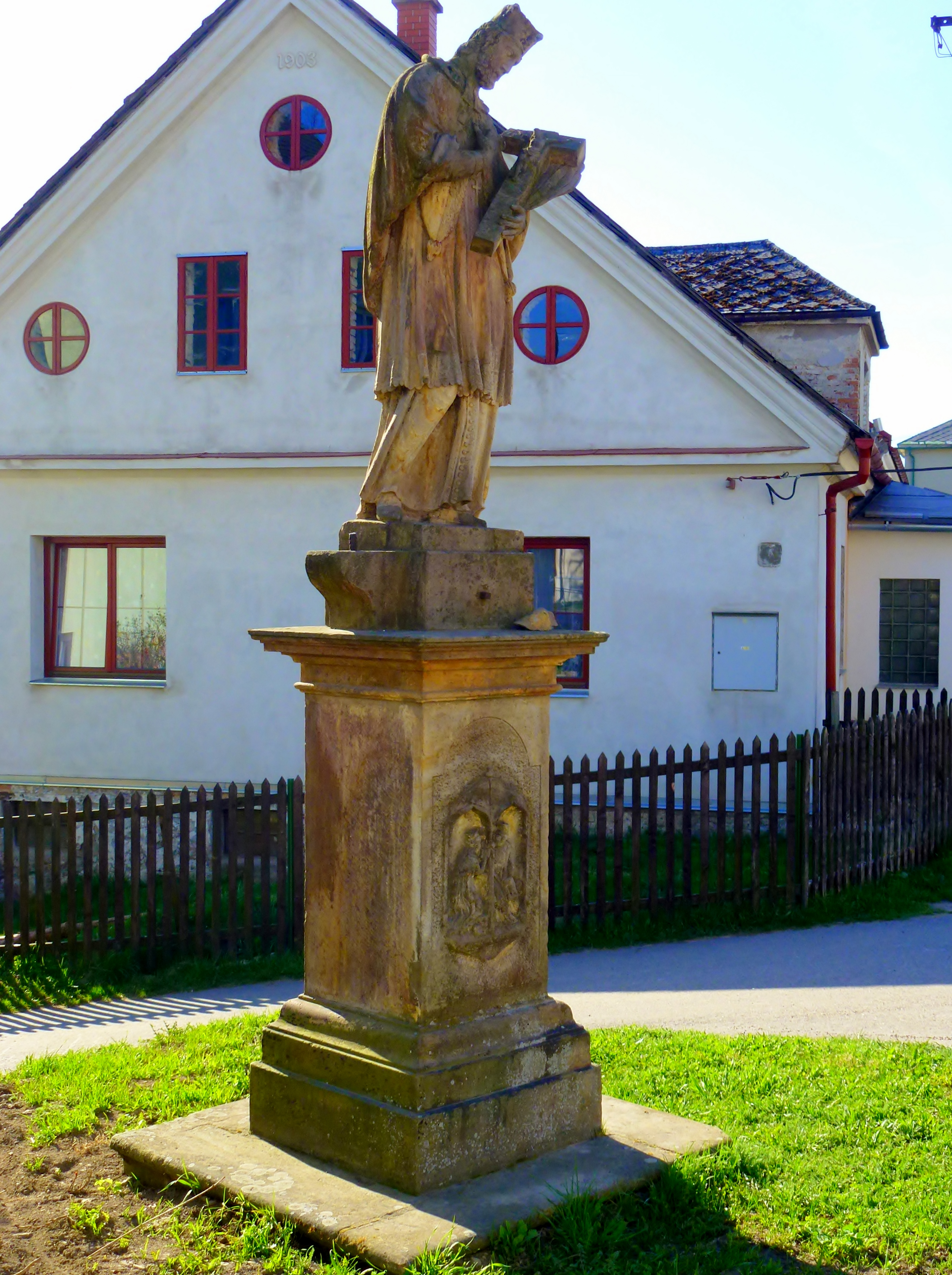
Statue des hl. Nepomuk

Die erste schriftliche Erwähnung von Cotkytle stammt aus dem Jahre 1350. Der Ortsname Zackiecel bzw. Zockicel ist aus dem Wort Zottkittel (haariger Kittel) entlehnt. Vermutlich wurde das Dorf Cotkytle von deutschsprachigen Kolonisten gegründet. Cotkytle wird im Jahre 1412 zusammen mit dem Ort Janoušov erwähnt, der später Ortsteil der Gemeinde wird. Beide Orte gehörten ursprünglich zur Hohenstadter Herrschaft, während die späteren Gemeindeteile Laudon und Herbortice damals zur Landskroner Herrschaft gehörten.
Nach dem Münchner Abkommen wurde der Ort dem Deutschen Reich zugeschlagen und gehörte bis 1945 zum Landkreis Hohenstadt.

## Gemeindegliederung
Die Gemeinde Cotkytle besteht aus vier Ortsteilen
- Cotkytle (Zottkittl, auch Zackiecel)
- Janoušov (Johannestal)
- Herbortice (Herbotitz, auch Herbortsdorf)
- Mezilesí (Laudon)

Cotkytle und Janoušov bilden ein gemeinsames Kataster.